# Lista de prefeitos de Eunápolis
Esta é a lista de prefeitos do município de Eunápolis, estado brasileiro da Bahia.
| Nº | Nome                                                                | Imagem                | Partido                                          | Início do mandato      | Fim do mandato                          | Observações                           |
| 1  | Gediel Sepúlveda Pereira (São Fidélis, 06.06.1951–)                 |                       | Partido do Movimento Democrático Brasileiro PMDB | 1° de janeiro de 1989  | 31 de dezembro de 1992                  | Prefeito eleito em sufrágio universal |
| 2  | Feruk Felippe Abrahão                                               |                       | Partido do Movimento Democrático Brasileiro PMDB | 1° de janeiro de 1993  | 31 de dezembro de 1996                  | Prefeito eleito em sufrágio universal |
| 3  | Paulo Ernesto Ribeiro da Silva (Campos dos Goytacazes, 10.07.1956–) |                       | Partido do Movimento Democrático Brasileiro PMDB | 1° de janeiro de 1997  | 31 de dezembro de 2000                  | Prefeito eleito em sufrágio universal |
| 4  | Gediel Sepúlveda Pereira (São Fidélis, 06.06.1951–)                 |                       | Partido Liberal PL                               | 1° de janeiro de 2001  | 31 de dezembro de 2004                  | Prefeito eleito em sufrágio universal |
| 5  | José Robério Batista de Oliveira (Prado, 12.03.1964–)               |                       | Partido Renovador Trabalhista Brasileiro PRTB    | 1° de janeiro de 2005  | 31 de dezembro de 2008                  | Prefeito eleito em sufrágio universal |
| 5  | José Robério Batista de Oliveira (Prado, 12.03.1964–)               | 1° de janeiro de 2009 | Partido Renovador Trabalhista Brasileiro PRTB    | 31 de dezembro de 2012 | Prefeito reeleito em sufrágio universal |                                       |
| 6  | Demétrio Guerrieri Neto (Eunápolis, 16.09.1967–)                    |                       | Partido Renovador Trabalhista Brasileiro PRTB    | 1° de janeiro de 2013  | 31 de dezembro de 2016                  | Prefeito eleito em sufrágio universal |
| 7  | José Robério Batista de Oliveira (Prado, 12.03.1964–)               |                       | Partido Social Democrático PSD                   | 1° de janeiro de 2017  | 31 de dezembro de 2020                  | Prefeito eleito em sufrágio universal |
| 8  | Cordélia Torres de Almeida (Eunápolis, 12.09.1974–)                 |                       | Democratas DEM                                   | 1° de janeiro de 2021  | 31 de dezembro de 2024                  | Prefeita eleita em sufrágio universal |
| 9  | José Robério Batista de Oliveira (Prado, 12.03.1964–)               |                       | Partido Social Democrático PSD                   | 1° de janeiro de 2025  | Atualidade                              | Prefeito eleito em sufrágio universal |